# Diario del Terzo Reich
Diario del Terzo Reich (Inside the Third Reich) è una miniserie televisiva in due puntate del 1982 diretta da Marvin J. Chomsky e tratta dal libro Memorie del Terzo Reich, autobiografia di Albert Speer, architetto, scrittore e politico tedesco diventato il braccio destro di Adolf Hitler.
Trasmessa negli Stati Uniti il 9 e 10 maggio 1982 sulla rete ABC, in Italia è andata in onda dal 1° al 3 maggio 1984 in seconda serata su Rete 4, divisa in 3 puntate da 80 minuti.

## Trama
Quindici anni della vita di Albert Speer, l'architetto preferito di Hitler, e della sua rapida ascesa nella gerarchia nazista fino alla fine della guerra, quando arrestato e processato verrà condannato a 20 anni nella prigione tedesca di Spandau per aver sfruttato la manodopera schiavista per fabbricare munizioni durante la seconda guerra mondiale.

## Inesattezze storiche
- Alla fine del film Speer dice che Adolf Hitler si è suicidato alle ore 15:00. Questo orario sembra essere sbagliato visto che gli storici affermano che Hitler morì alle 16:30.
- Alla fine del film, Speer osserva il corpo di Magda Goebbels che viene portato via poco dopo che egli ha parlato con Hitler per l'ultima volta. In realtà Magda Goebbels morì il giorno dopo di Hitler.

## Curiosità
All'attore Hans Meyer venne offerto il ruolo di Ernst Kaltenbrunner visto che già lo aveva interpretato nella miniserie Olocausto del 1978.
Trevor Howard, Elke Sommer, Renée Soutendijk e Graham McGrath reciteranno nuovamente insieme nella miniserie televisiva Pietro il Grande, diretta nel 1986 sempre da Marvin J. Chomsky.

## Riconoscimenti
- 1982 - Primetime Emmy Awards[2]
  - Outstanding Directing in a Limited Series or a Special
  -  Outstanding Achievement in Film Sound Editing
  - Candidatura Outstanding Art Direction for a Limited Series or a Special
  - Candidatura Outstanding Drama Special
  - Candidatura Outstanding Film Editing for a Limited Series or a Special
  - Candidatura Outstanding Individual Achievement - Creative Special Achievement
  - Candidatura Outstanding Supporting Actor in a Limited Series or a Special a Derek Jacobi

- 1983 - Directors Guild of America[2]
  - Outstanding Directorial Achievement in Dramatic Specials